# Rüdiger Nolte (Jurist)
Rüdiger Nolte (* 24. November 1951 in Bielefeld) ist ein deutscher Jurist. Er war von 2003 bis 2017 Richter am Bundesverwaltungsgericht, seit Juli 2012 Vorsitzender Richter.

## Leben und Wirken
Nolte studierte Rechtswissenschaften in Bielefeld. Nach Abschluss seiner juristischen Ausbildung war er zunächst als wissenschaftlicher Mitarbeiter an der Universität Bielefeld tätig. Dort wurde er 1983 zum Doktor der Rechte promoviert. 1982 trat er in den Justizdienst des Landes Nordrhein-Westfalen ein und wurde dem Verwaltungsgericht Münster zugewiesen. Es folgte eine Abordnung von 1988 bis 1990 an die Staatskanzlei des Landes Nordrhein-Westfalen. 1991 wurde Nolte Richter am Oberverwaltungsgericht Münster. Von 1994 bis 1997 wurde er als wissenschaftlicher Mitarbeiter an das Bundesverfassungsgericht abgeordnet. Neben seiner Tätigkeit am Oberverwaltungsgericht war er zeitweise mit Aufgaben am Verfassungsgerichtshof Nordrhein-Westfalen betraut. 2003 erfolgte Noltes Ernennung zum Vorsitzenden Richter am Oberverwaltungsgericht.
Nach seiner Ernennung zum Richter am Bundesverwaltungsgericht im September 2003 wies das Präsidium Nolte zunächst dem 9. Revisionssenat zu, der seinerzeit neben dem Straßenrecht und dem Recht der Anlegung von Schienenwegen u. a. für das Eisenbahnkreuzungsrecht sowie das Recht des Baus von Wasserstraßen zuständig war. Mit der Ernennung zum Vorsitzenden Richter im Juli 2012 übernahm er den Vorsitz des 7. Revisionssenats, der insbesondere für das Umweltschutzrecht einschließlich des Immissionsschutzrechts, das Abfallrecht, das Atomrecht, das Bergrecht, das Recht des Baus von Wasserstraßen und das Informationsfreiheitsrecht zuständig ist. Am 30. April 2017 trat Nolte in den Ruhestand.